# Neuer Fehrbacher Tunnel
Der Neue Fehrbacher Tunnel ist ein Eisenbahntunnel der Biebermühlbahn. Das 1939 dem Verkehr übergebene Bauwerk ist nach dem an der Pfälzischen Ludwigsbahn gelegenen Heiligenberg-Tunnel der zweitlängste derzeit betriebene Eisenbahntunnel innerhalb der Pfalz. Er entstand 1939 im Zuge des Ausbaus der Strecke zwischen den Bahnhöfen Pirmasens Nord und Pirmasens Hauptbahnhof. Seit den 1960er Jahren dient ausschließlich er dem Verkehr nach Pirmasens.

## Lage
Der Tunnel befindet sich auf der Gemarkung der kreisfreien Stadt Pirmasens neben dem Alten Fehrbacher Tunnel. Er dient der Unterquerung der Wasserscheide zwischen dem Steinbach und dem Blümelsbach. Er unterquert die Bundesstraße 10, die städtische Zweibrücker Straße und ein Industriegebiet. Nordwestlich liegt der namensgebende Stadtteil Fehrbach.

## Geschichte
Die 1875 errichtete Stichstrecke von der Biebermühle nach Pirmasens, die 1904 und 1913 bis nach Kaiserslautern angebunden worden war, sollte durch den Bau eines zweiten Gleises eine größere Leistungsfähigkeit erhalten. Das zweite Gleis sollte dabei eine gesonderte Trasse erhalten. Dabei standen insgesamt drei Optionen zur Auswahl: Eine sollte über Petersberg führen und ohne Tunnel auskommen. Die zweite sollte zunächst parallel zur Bestandsstrecke verlaufen, diese kurz vor dem Fehrbacher Tunnel überqueren und schließlich einen 400 Meter langen Tunnel erhalten, in dem sie ansteigt. Die dritte Variante, die die Reichsbahn schließlich umsetzte, verlief annähernd parallel zur alten Strecke, begann jedoch früher mit dem Aufstieg nach Pirmasens und erhielt so eine gleichmäßigere und flachere Steigung. Sie erhielt einen Tunnel, der parallel zum alten verläuft. 1939 erfolgte die Inbetriebnahme einschließlich des sogenannten Neuen Fehrbacher Tunnels; die Baukosten beliefen sich dabei auf 5,6 Millionen Reichsmark.
Der Tunnel diente nach der Inbetriebnahme bergwärts fahrenden Zügen. Bedingt durch Kriegsschäden des Gleises konnte er erst in den 1950er Jahren wiedereröffnet werden; während dieser Zeit war der Verkehr wieder über die alte Strecke erfolgt. Seit den 1960er Jahren dient ausschließlich die neue Strecke dem Bahnverkehr nach Pirmasens.